# 隼号巡洋舰
隼号是德意志帝国海军建造的一艘四等巡洋舰，为六艘鵟级巡洋舰的二号舰。该舰自1890年开始铺设龙骨，1891年4月下水，至同年9月交付使用。隼号是专为执行海外任务而设计，装备有八门105毫米口径的主炮，航速可达15.5節（28.7每小時）。
隼号的大部分服役生涯都在海外度过，曾分别在东亚、中太平洋和美洲执行任务。它协助镇压了1893年的萨摩亚叛乱，却于1899年在当地的起义中遭到破坏。1901年，该舰调任美洲基地，并于次年经历了1902－03年的委内瑞拉危机，期间它曾帮助实施了英德联军对委内瑞拉海岸的封锁。1907年，隼号被召回德国。它于1912年底正式从海军名录中除籍，随后拆解报废。

## 设计

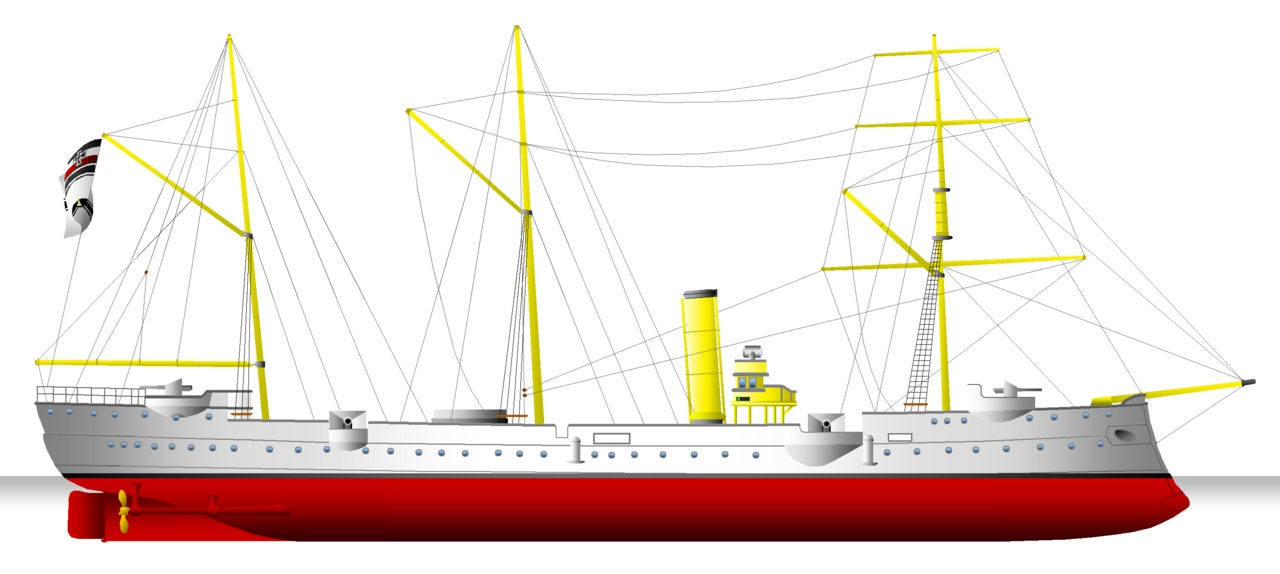
鵟级秃鹫号的插画

随着1871年后德意志帝国的经济扩张，帝国海军有必要将军舰常驻在海外殖民地，以保护德国公民在当地的权益。由于船员宿营空间的局促和低适航性，既有的炮舰并非合适的舰种。它们的武器装备也被视为过于薄弱。相反，所需船具应具有较大的排水量并通过轮机驱动，以使它们能够监控大片海域。这类舰只还应继续配备适当的风帆索具，以便在长途航行中节省煤炭。这些要求在1886－1887财年获得拨款的两艘燕子级巡洋舰得到落实，它们为更大的鵟级奠定了基础。
隼号的舰体采用横向钢框架构造，并有一直延伸至上甲板的黄松外板，表面再覆裹一层蒙次合金以保护木材免受船蛆的侵害。舰只的水线长和全长分别为79.62米和82.6米，有12.5米的舷宽以及最大5.63米的吃水深度。其标准排水量为1559吨，满载时则可达1868吨。推进装置由两台卧式三缸三胀往复式蒸汽机组成，各负责驱动一副直径为3米的三叶螺旋桨。蒸汽由四台燃煤圆柱形火管锅炉提供，它们通过管道汇入一具单座烟囱。发动机的额定功率为2,800匹公制馬力（2,100千瓦特），设计航速15.5節（28.7每小時），并能够以9節（17每小時）的速度连续航行2,990海里（5,540）。其标准船员编制为9名军官及152名水兵。
该舰的主炮由八门单座安装的105毫米35倍径速射炮组成，共配备800发弹药。它们的射程为10800米。其中两门并排放置在艏楼，四门分居两边舷侧：一对在舷外平台上、一对在炮眼内，最后两门则并排安装在后甲板。副炮则由五门37毫米转膛炮组成，用于防御鱼雷艇。此外，舰只还配备有两具350毫米鱼雷发射管和5枚鱼雷，均安装在甲板上。

## 服役历史
隼号是以“D号四等巡洋舰”（Kreuzer IV. Classe）作为合同代号，于1890年1月在基尔的帝国船厂开建。它于1891年4月4日下水；在下水仪式上，由海因里希亲王发表演说，其妻子伊雷妮亲王妃则主持为舰只命名。舾装工作完成后，隼号于同年9月14日投入运作以进行海试。然而在海试期间，该舰在驶离博恩霍尔姆岛时不慎搁浅，需要由其他船只拉出。它于10月31日在基尔暂时退役。至1892年8月14日，隼号重新入役，以参加从当月开始一直持续到9月的年度舰队训练演习。它与岸防舰齐格弗里德号一同被编入第三支舰队。

### 部署至西非

德国在非洲的殖民地

演习结束后，隼号于10月16日离开基尔，被部署至德国在西非的殖民地，以替换炮舰苍鹰号。抵达西非后，隼号即前往刚刚爆发第二次法达战争的达荷美。12月，其舰长试图通过谈判寻求释放被达荷美士兵关押的两名德国商人，但未能成功。12月31日，隼号回到德属喀麦隆的主要港口杜阿拉，与第二艘驻地舰鬣狗号会合。
这一时期，德属西南非洲的边界已经通过与葡萄牙（1886年）和英国（1890年）签订条约得到解决，但海岸线尚未进行详细勘测。隼号的任务是找到一个合适的港口来连接首都温得和克。它于1893年1月23日离开罗安达，四天后抵达十字角。该舰对该地区进行了彻底的考察，并发现一座葡萄牙人留下的发现碑。它是由葡萄牙探险家迪奥戈·康于15世纪末所立。隼号的船员将其移走以防进一步被风化，并在原地放置了一个木制十字架来标记位置。船员们从3月14日到16日休息了一段时间，之后隼号驶回喀麦隆，沿途在几个港口停留，于4月29日抵达杜阿拉。在那里，石碑被卸下来，随后由10月29日从杜阿拉出发的北德劳埃德轮船斯德丁号运回柏林保存。两年后，即1895年，发现碑的一座花岗岩复制品由雀鹰号巡洋舰带回原址安置。
与此同时，隼号已于5月27日被派往利比里亚，以应对该国的动乱。它于6月9日抵达蒙罗维亚，并将利比里亚总统约瑟夫·詹姆斯·奇斯曼临时接到舰上，以保护他免受叛乱分子的袭击。隼号于7月22日返回杜阿拉。随后，它被派往南非开普敦接受计划自11月30日开始的大修，但德属西南非洲的科伊科伊人叛乱迫使工作推迟；12月5日，该舰在殖民地加入了镇压叛军的行动。事实证明其出现是不必要的，因此它在当月晚些时候被重新发往开普敦。抵埗后，海军参谋本部又决定将隼号转移至德属几内亚的殖民地。该舰遂于12月23日出发，经悉尼前往墨尔本。

### 部署至太平洋

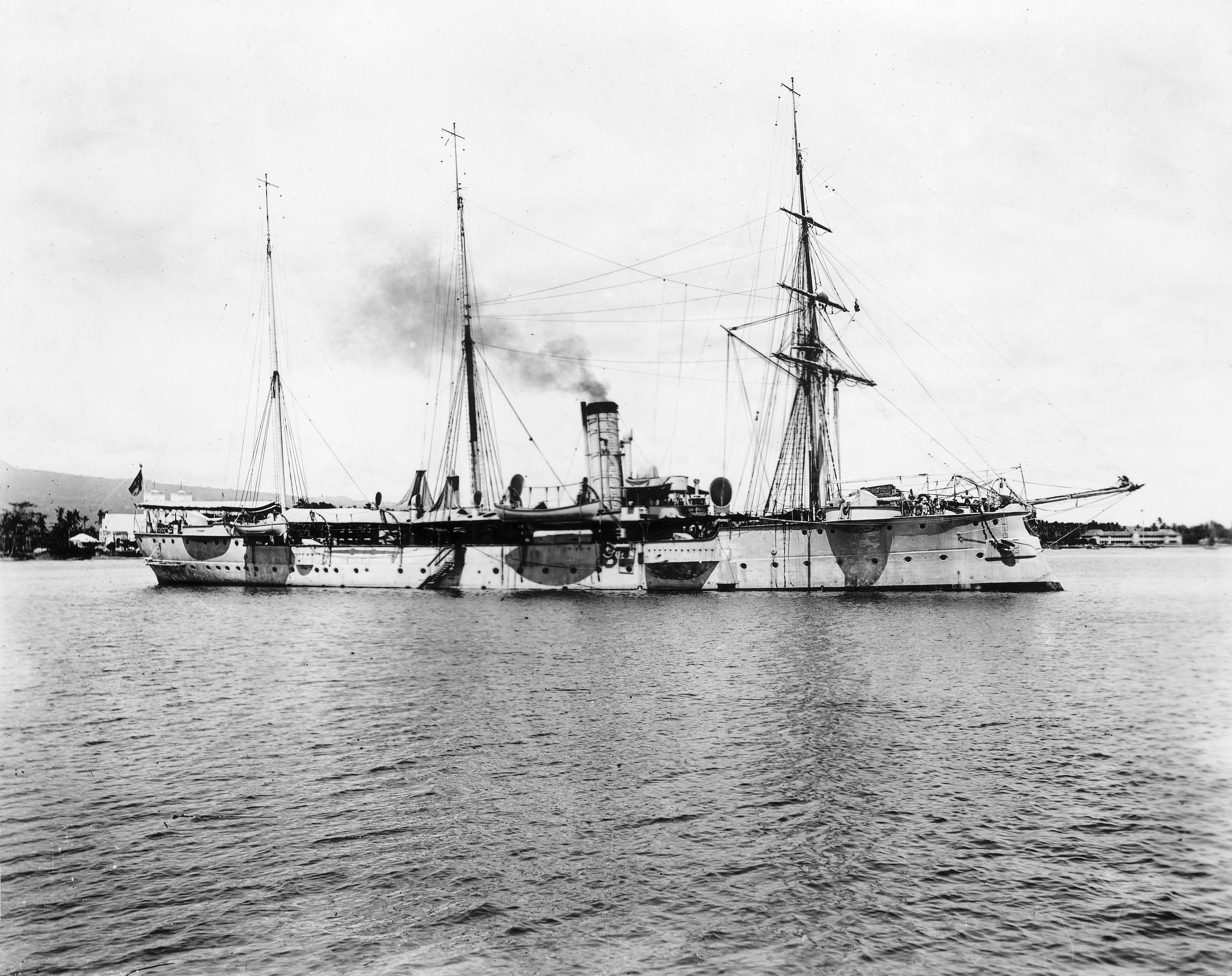
隼号在阿皮亚

当1894年2月8日抵达墨尔本后，隼号得以与其姊妹舰鵟号和炮舰海鸥号会合，它们同属德国太平洋殖民地的驻地舰。在三艘舰进行联合炮术训练后，隼号继续前往加罗林群岛的阿皮亚，至4月16日抵达。德属萨摩亚成为该舰未来五年的主要警备区域。隼号在萨摩亚停留至10月初，然后回到悉尼进行维修工作和轮换船员。当时，悉尼拥有唯一一个具备大修设施的船厂，这意味着德国人要依靠这个澳大利亚港口来维持其军舰的运转。1895年3月至7月，该舰在悉尼接受了一次漫长的大修。从7月29日至11月10日，隼号则再次驻扎至萨摩亚。在此期间，它对乌波卢主岛以北的港口萨卢阿进行了精确勘测。11月10日，该舰展开驻地巡航，首先停靠马绍尔群岛，继而在12月下旬到访威廉皇帝领之后，于1896年1月抵达马图皮港与海鸥号会合。巡游于当月底在悉尼结束，隼号从2月4日至4月4日进行了大修并再度轮换船员。
自1896年4月15日起，隼号重新驻扎在阿皮亚。8月底，该舰驶往新西兰的奥克兰，在那里与鵟号和海鸥号会合。马绍尔群岛发生叛乱的威胁迫使隼号于11月初再次前往当地。随后它再次展开驻地巡航，至1897年2月18日在悉尼结束。该舰于4月23日从悉尼启程，并在经停奥克兰和汤加后，于5月16日返抵阿皮亚。6月24日，隼号重回悉尼接载新任舰长、海军少校约翰内斯·瓦尔曼。接下来的一个月，包括殖民地总督库尔特·冯·哈根在内的3名德国人在威廉皇帝领遇害。隼号于8月奉命前往德属新几内亚的斯特凡斯奥特缉捕凶手，并炮击多座村庄，对当地居民造成了至今难以磨灭的伤害。随后，因海鸥号的勘测队在柏林港附近遭到伏击，隼号遂将一支警察部队从首都赫尔贝茨赫厄带到当地，并从本舰船员中抽调一支登陆部队共同上岸对肇事者采取行动。结果，巡洋舰只得不断穿梭于保护领各地进行干预，以防止当地居民发生骚乱以及德国人遇害。11月10日，隼号回到阿皮亚，但仅两天后又离开，经奥克兰前往悉尼。
在悉尼进行维修及轮换船员后，隼号于1898年4月25日启程，再度展开驻地巡航之旅，并抵达了当时仍属西班牙的加罗林群岛。8月底，该舰返回悉尼，迎接新舰长、海军少校维克托·舍恩菲尔德于9月1日正式就任。一个月后，隼号离开澳大利亚，并在经停新赫布里底群岛、汤加和斐济后，于10月15日抵达阿皮亚。由于此时萨摩亚继承危机引发的冲突正在升级，德国军舰到场的震慑力对德国而言非常重要。鵟号于11月15日返国后使紧张局势进一步加剧，因为隼号将成为未来数月在该地区唯一的德国军舰。1899年3月，受德国人支持的酋长马塔阿法·尤瑟福煽动了岛上的暴乱，促使美国巡洋舰费城号、英国护卫舰保皇者号和鱼雷巡洋舰鼠海豚号炮击叛军阵地。然而，他们的火力并不精准，有几发炮弹甚至击中了隼号。舍恩菲尔德少校阻止其船员升级局势，以避免引发更严重的外交危机。最终，第二次萨摩亚内战通过签订《萨摩亚条约》得到解决，其中萨摩亚主岛分裂为德国和美国的殖民地，而英国则在其他地方得到了让步。
到6月，战斗结束，局势平静下来。隼号的姊妹舰鸬鹚号此时抵达阿皮亚以接替它。隼号于7月1日启程返回德国，在沿途分别经停悉尼、巴达维亚、科伦坡、马埃岛和里斯本之后，于10月14日抵达汉堡。其船员进行了一次登陆演习，以展示他们在国外服役期间的操练成果。德皇威廉二世到场向舍恩菲尔德致意，并赞扬他巧妙和冷静地处理了萨摩亚危机。10月27日，隼号驶往但泽，于11月3日在当地退役。但泽帝国船厂对其进行了漫长的检修和现代化改造，其中包括将烟囱延长约2.5米。

### 部署至美洲

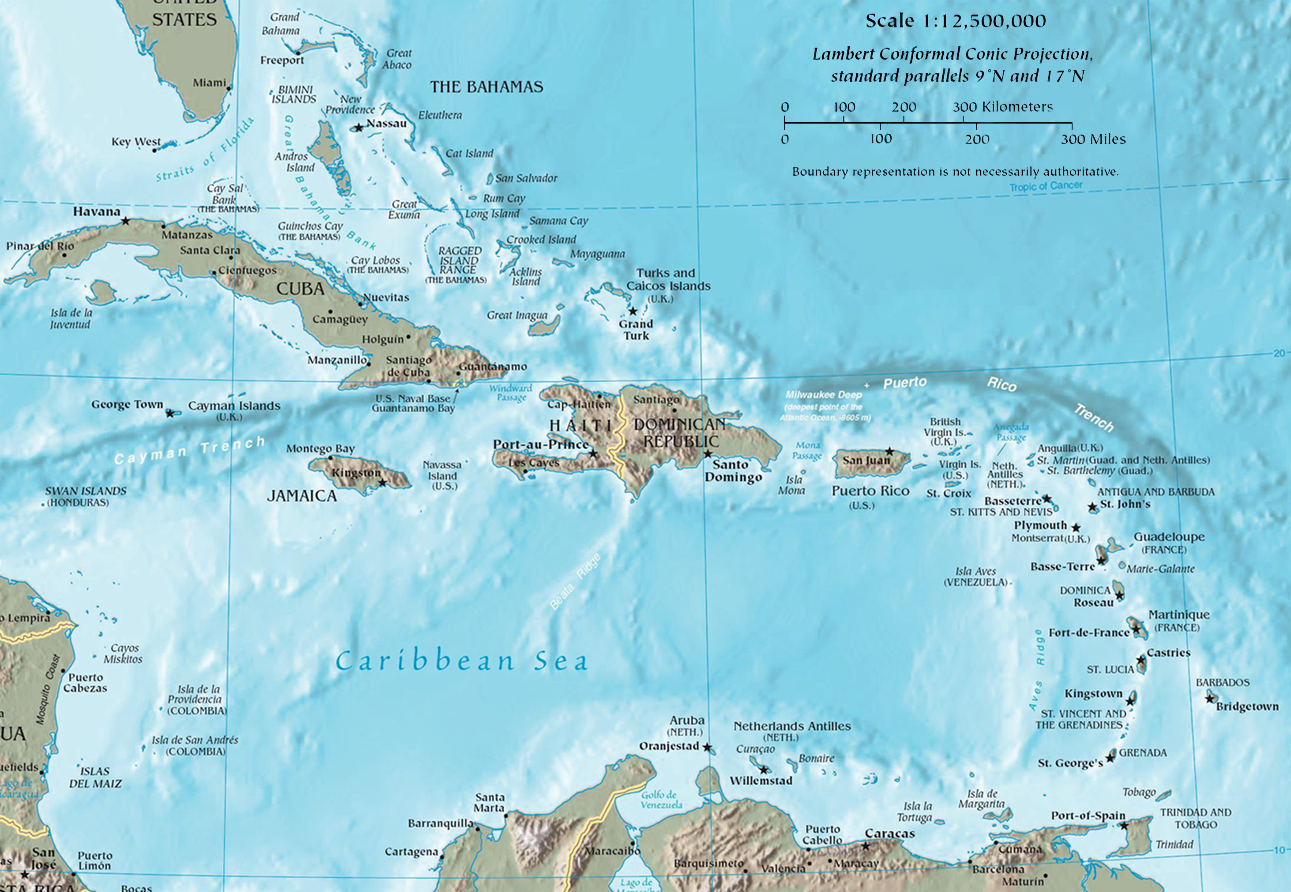
加勒比海地图，隼号在部署至美洲期间访问了多个当地港口

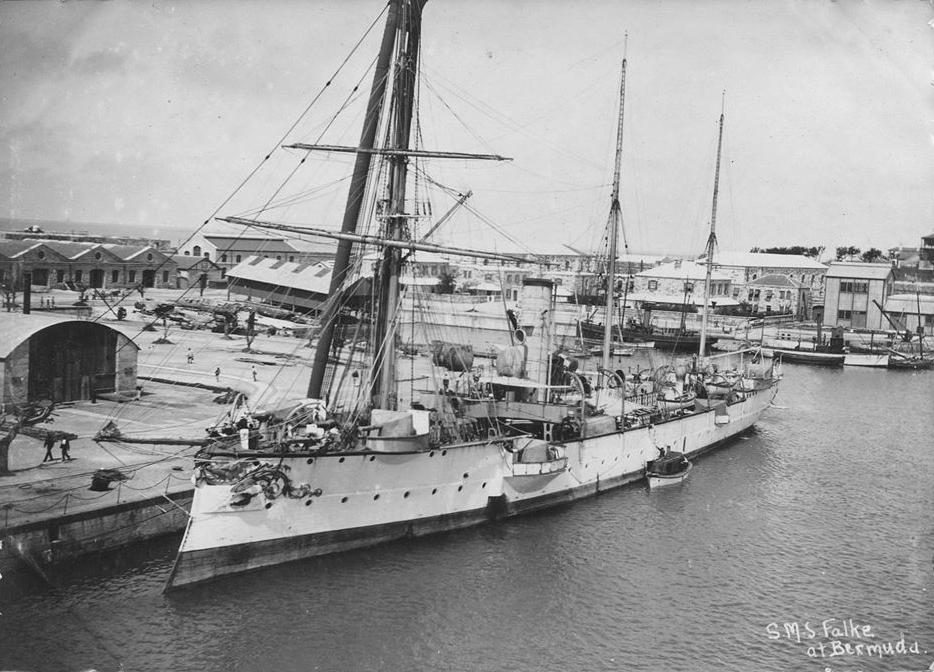
隼号于1903年在百慕大皇家海军船厂

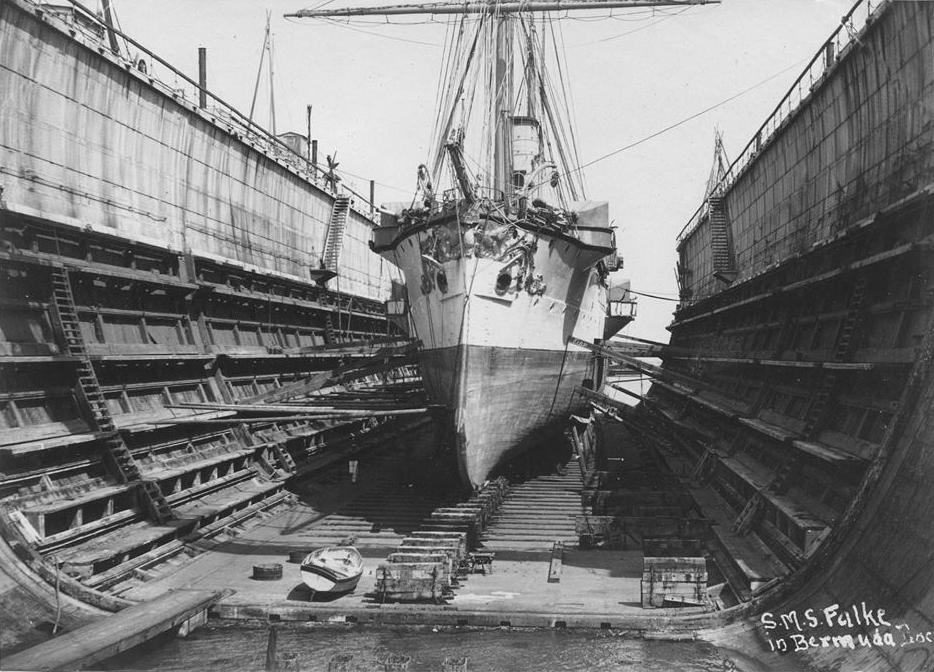
隼号在百慕大皇家海军船厂的旱坞内（1903年）

1901年10月2日，重新投入运作的隼号被再度部署至海外，这一次是去往美洲。由于加勒比海和南美洲的局势动荡，为保护在当地的德国人，它受命驰援已驻扎在东美洲基地的大巡洋舰菲内塔号。三天后，隼号从诺伊法瓦泽出发，横渡大西洋，于11月14日抵达圣卢西亚的卡斯特里。在接下来的几个月，该舰穿梭于该地区的多个港口，然后与训练舰毛奇号、施泰因号和小巡洋舰瞪羚号会合。1902年3月，隼号抵达特立尼达岛。它奉命由此沿亚马孙河上游前往圣伊格纳西奧，从而进入秘鲁领土。但当该舰经帕拉河进入亚马孙河，于3月23日来到本国商船经常停靠的港口马瑙斯之后，其航行便因缺乏准确的地图和熟路的引水人而变得困难，直到4月16日才抵达圣伊格纳西奧。至此，这条已经高出海平面114米的河流距离太平洋海岸仅余400海里（740）；隼号则已连续航行了约5,200海里（9,600），燃煤不足使它无法继续前进。为此，它于4月30日回到亚马孙河口，转往西班牙港。
5月初，马提尼克岛的培雷火山爆发，隼号遂带着食品和医疗用品前往法兰西堡，为受灾民众提供协助。 随后，在菲内塔号舰长、海军上校奥斯卡·施蒂格的命令下，巡洋舰继续驶向委内瑞拉城市卡鲁帕诺，以保护德国公民免受可能发生的战斗：自1901年12月起，便有考迪罗不断发动反对总统西普里亚诺·卡斯特罗的起义。从1902年5月20日至6月3日，隼号在拉瓜伊拉和卡鲁帕诺附近停留，将这两座城市的德国人和法国人疏散到圣托马斯岛。之后，该舰来到夏洛特阿马利亚，这是德国设在加勒比海的军舰补给基地。夏季期间，隼号又分别造访了卡贝略港、卡鲁帕诺、拉瓜伊拉和库拉索的威廉斯塔德。9月30日，它被派往海地的太子港，因该国也爆发了革命，必须保护当地的德国公民。在此期间，为了守卫驻戈纳伊夫的德国公使馆，该舰也不时派遣登陆部队上岸，并驻扎在海地附近直至10月底。
与此同时，委内瑞拉的局势已经恶化，各列强的军舰不得不留在当地以保护在该国的外国公民。12月中旬，隼号在驶离威廉斯塔德时搁浅，只能在训练舰施托施号的帮助下重新浮起。尽管如此，该舰在事故中并未受损。12月16日，德国海军正式成立东美巡洋支舰队（Ostamerikanische Kreuzerdivision），由菲内塔号担任旗舰。此后，隼号致力于从事1902－1903年委内瑞拉危机期间的行动。由于委内瑞拉自卡斯特罗上台以来仅少量偿还外债并最终完全停止，受此影响的主要国家——英国、荷兰和德国便展开联合作战，试图迫使委内瑞拉政府作出赔偿。危机始于12月13日一艘英国商船被委内瑞拉军队扣留并登船逮捕其船员；作为回应，英国军队炮击了卡贝略港的防御工事，并纠集德国支舰队协助他们惩罚委内瑞拉人。隼号和瞪羚号的任务是与英国分舰队合作封锁委内瑞拉海岸。直到1903年2月21日，当各方达成外交解决方案后，封锁才结束。
封锁结束一周后，隼号于1903年2月28日离开委内瑞拉，前往位于英国海外领土百慕大爱尔兰岛、隶属英国北美和西印度群岛舰队的皇家海军船厂，并从3月8日至5月13日在当地停留。从1903年10月到1905年11月，海军少校保罗·贝恩克曾担任该舰舰长。1904年1月，隼号随东美支舰队余部一起到访了美国的新奥尔良，当时的成员包括菲内塔号、瞪羚号和炮舰豹号。从5月26日至6月16日，该舰又在纽波特纽斯停留，并接到了前往南美巡航的命令。隼号自7月17日开始陆续访问了巴西的九个港口，继而于9月23日抵达阿根廷的布宜诺斯艾利斯。在当地停留了四周后，它首先在巴拉那河和乌拉圭河进行了数次航行，然后前往阿根廷的其他港口。11月中旬，该舰进一步向南经由麦哲伦海峡绕过合恩角，继而转向北行来到秘鲁南部港口，并最终于12月20日抵达智利的瓦尔帕莱索。在此期间，支舰队司令、海军准将路德维希·冯·施罗德认为，应当出访以往没有德国军舰到达过的美国西岸城市。为此，隼号于1905年1月6日离开瓦尔帕莱索，沿着美洲太平洋海岸北行。在途经瓜亚基尔、布埃纳文图拉和几个中美洲国家后，该舰于6月15日抵达旧金山，并在当地停留了三周。7月10日，它继续向北航行，访问了加拿大和阿拉斯加南部的港口。
在返程途中，隼号乘沿着哥伦比亚河航行，游览了加利福尼亚湾。它在墨西哥的马萨特兰度过了圣诞节和1906年元旦，并在卡亚俄停留。8月初，当巡航至智利海岸期间，该舰被一场强烈的风暴致损。维修工作在塔尔卡瓦诺进行；在此期间，瓦尔帕莱索遭遇了强烈地震。因此隼号将大批食物和医疗用品装载上舰，并在具备出海条件后于8月28日至9月2日期间运到这座城市。随后，该舰于9月18日出席了智利总统佩德罗·蒙特·蒙特的就职典礼，继而返回塔尔卡瓦诺完成余下的修复工作。12月2日至15日，它在蓬塔阿雷纳斯停留。1907年1月，隼号穿越至大西洋，驶抵乌拉圭的蒙得维的亚；在那里，它接到了返回德国的命令。
隼号于1907年1月17日从蒙得维的亚出发，在经停了几个巴西港口后横渡大西洋到达达喀尔，接着前往拉斯帕尔马斯，然后是里斯本。在那里，它受到了萨克森国王弗里德里希·奥古斯特三世登舰检阅。在海外漂泊了五年半之后，隼号最终于4月15日返抵但泽。该舰于五天后退役，经军方评估确定已不具备继续接受大修的价值。因此，它于1912年10月25日正式从海军名录中除籍，并于次年在但泽帝国船厂拆解报废。